# ادوارد باس
ادوارد باس (چکی: Eduard Bass; ۱ ژانویهٔ ۱۸۸۸ – ۲ اکتبر ۱۹۴۶) نثرنویس، روزنامه نگار، خواننده و بازیگر اهل چک بود.